# بيلي شيروود
بيلي شيروود (بالإنجليزية: Billy Sherwood)‏ هو منتج أسطوانات وملحن وعازف قيثارة ومغني أمريكي، ولد في 14 مارس 1965 في لاس فيغاس في الولايات المتحدة.

## وصلات خارجية
- الموقع الرسمي
- بيلي شيروود على موقع IMDb (الإنجليزية)
- بيلي شيروود على موقع ميوزك برينز (الإنجليزية)
- بيلي شيروود على موقع إن إن دي بي (الإنجليزية)
- بيلي شيروود على موقع ديسكوغز (الإنجليزية)
- بيلي شيروود على موقع قاعدة بيانات الفيلم (الإنجليزية)